# Grekland i olympiska sommarspelen 1912
Grekland deltog med 23 deltagare vid de olympiska sommarspelen 1912 i Stockholm. Totalt vann de två medaljer och slutade på femtonde plats i medaljligan.

## Medaljer

### Guld
- Konstantinos Tsiklitiras - Friidrott, stående längdhopp

### Brons
- Konstantinos Tsiklitiras - Friidrott, stående höjdhopp